# 3 Feet High and Rising
Albums de De La Soul
De La Soul Is Dead
(1991)
Singles
1. Plug Tunin
Sortie : 1988
2. Potholes in My Lawn
Sortie : 1989
3. Me Myself and I
Sortie : 1989
4. Say No Go
Sortie : 1989
5. Buddy
Sortie : 1989
6. The Magic Number
Sortie : 1990
7. Eye Know
Sortie : 1990

3 Feet High and Rising est le premier album studio de De La Soul, sorti le 23 janvier 1989.
L'album s'est classé 1er au Top R&B/Hip-Hop Albums et 24e au Billboard 200. Il a été certifié disque de platine le 26 avril 2000 par la Recording Industry Association of America (RIAA).
Cet opus figure dans la liste des 1001 albums qu'il faut avoir écoutés dans sa vie (2006) et il est conservé, depuis 2010, à la bibliothèque du Congrès dans le Registre national des enregistrements (National Recording Registry) pour son importance culturelle.

## Liste des titres
| No  | Titre                                                     | Contient un (des) sample(s) de | Durée |
| --- | --------------------------------------------------------- | --- | ----- |
| 1.  | Intro                                                     | | 1:41  |
| 2.  | The Magic Number                                          | Five Feet High and Rising de Johnny Cash Different Strokes de Syl Johnson Funky Drummer de James Brown Three Is a Magic Number de Bob Dorough Hit by a Car d'Eddie Murphy Is This the Future? du Fatback Band Jam Master Jay de Run–D.M.C. Lesson 3 (History of Hip Hop Mix) de Double Dee & Steinski | 3:14  |
| 3.  | Change in Speak                                           | Mary Mary des Monkees No Strings Attached des Mad Lads Bra de Cymande | 2:33  |
| 4.  | Cool Breeze on the Rocks                                  | Crap Game de Richard Pryor Rocket in the Pocket (Live) de Cerrone Bounce, Rock, Skate, Roll de Vaughan Mason & Crew Rock with You de Michael Jackson Rock Music de Jefferson Starship The Body Rock des Treacherous Three High Power Rap du Crash Crew Planet Rock d'Afrika Bambaataa and Soulsonic Force Rockin' It des Fearless Four Action d'Orange Krush Rock the House des B-Boys Solid d'Ashford & Simpson Hey You (The Rock Steady Crew) du Rock Steady Crew Rock the Bells de LL Cool J The New Style des Beastie Boys Hit It Run de Run–D.M.C. Shake You Down de Gregory Abbott Brooklyn Rocks the Best de Cutmaster D.C. Bang Zoom (Let's Go-Go) de The Real Roxanne featuring Howie Tee Terminator X Speaks With His Hands de Public Enemy Rockin' Music de Steady B Night of the Living Baseheads de Public Enemy Cold Lampin' With Flavor de Public Enemy Lyte as a Rock de MC Lyte | 0:46  |
| 5.  | Can U Keep a Secret                                       | Got to Get a Knutt de The New Birth | 1:38  |
| 6.  | Jenifa Taught Me (Derwin's Revenge)                       | Shout des Isley Brothers Soupy de Maggie Thrett Think (About It) de Lyn Collins Take the Money and Run du Steve Miller Band Chopsticks de Liberace | 3:25  |
| 7.  | Ghetto Thang                                              | Mary Had a Little Lamb de Sarah Josepha Hale Funky President de James Brown Rock Creek Park des Blackbyrds Trans-Europe Express de Kraftwerk | 3:35  |
| 8.  | Transmitting Live from Mars                               | You Showed Me des Turtles Hey Jude de Wilson Pickett | 1:06  |
| 9.  | Eye Know                                                  | Get Out of My Life, Woman de Lee Dorsey (Sittin' On) The Dock of the Bay d'Otis Redding Sing a Simple Song de Sly and the Family Stone Make This Young Lady Mine des Mad Lads Peg de Steely Dan | 4:06  |
| 10. | Take It Off                                               | God Make Me Funky des Headhunters featuring The Pointer Sisters | 1:53  |
| 11. | A Little Bit of Soap                                      | Stand by Me de Ben E. King A Little Bit of Soap des Jarmels | 0:47  |
| 12. | Tread Water                                               | I Likes to Do It du People's Choice | 3:54  |
| 13. | Potholes in My Lawn                                       | Magic Mountain d'Eric Burdon and War Little Old Country Boy de Parliament I'm Gonna Love You Just a Little More Baby de Barry White Synthetic Substitution de Melvin Bliss Cookies de Brother Soul | 4:14  |
| 14. | Say No Go                                                 | Dragnet Theme de Miklós Rózsa et Walter Schumann I'm Chief Kamanawanalea (We're the Royal Macadamia Nuts) des Turtles Baby Let Me Take You (In My Arms) des Detroit Emeralds Crossword Puzzle de Sly Stone Best of My Love des Emotions That's the Joint de Funky Four Plus One I Can't Go for That (No Can Do) de Hall & Oates | 4:20  |
| 15. | Do as De La Does                                          | | 1:58  |
| 16. | Plug Tunin' (Last Chance to Comprehend)                   | Written on the Wall des Invitations Chopsticks de Liberace Bring the Noise de Public Enemy | 4:13  |
| 17. | De La Orgee                                               | I'm Gonna Love You Just a Little More Baby de Barry White | 1:11  |
| 18. | Buddy (featuring Jungle Brothers et Q-Tip)                | Written on the Wall des Invitations Hit or Miss de Bo Diddley Girl I Think the World About You des Commodores Bang Zoom (Let's Go-Go) de The Real Roxanne featuring Howie Tee | 4:56  |
| 19. | Description                                               | Poet de Sly and the Family Stone Midnight Theme de Manzel | 1:24  |
| 20. | Me Myself and I                                           | Funky Worm des Ohio Players (Not Just) Knee Deep de Funkadelic Rapper Dapper Snapper d'Edwin Birdsong The Original Human Beatbox de Doug E. Fresh Gonna Make You Mine des Loose Ends | 3:41  |
| 21. | This Is a Recording 4 Living in a Fulltime Era (L.I.F.E.) | Got to Get a Knutt de The New Birth Funk You Up de The Sequence | 3:16  |
| 22. | I Can Do Anything (Delacratic)                            | | 0:40  |
| 23. | D.A.I.S.Y. Age                                            | My World des Rascals School Boy Crush de l'Average White Band Catch the Beat de T-Ski Valley | 3:58  |
| 24. | Plug Tunin' (Original 12" version)                        | Written on the Wall des Invitations Son of Shaft/Feel It des Bar-Kays Stiletto de Billy Joel Midnight Theme de Manzel | 3:41  |

| 1.  | Freedom of Speak (We Got Three Minutes)              | Super Bad de James Brown Get on the Good Foot de James Brown Funky President de James Brown                                                    | 2:58 |
| 2.  | Strickly Dan Stuckie                                 | | 0:42 |
| 3.  | Jenifa (Taught Me) (12" version)                     | | 4:42 |
| 4.  | Skip to My Loop                                      | Baby, It's Cold Outside de Jimmy Smith et Wes Montgomery 13 (Death March) de Jimmy Smith et Wes Montgomery                                     | 1:12 |
| 5.  | Potholes in My Lawn (12" version)                    | Funky Worm des Ohio Players Disco Nights (Rock Freak) de G.Q.                                                                                  | 3:46 |
| 6.  | Me Myself and I (Oblapos Mode)                       | | 3:31 |
| 7.  | Ain't Hip to be Labeled a Hippie                     | Hard Times du Dr. Buzzard's Original Savannah Band Rapper Dapper Snapper d'Edwin Birdsong                                                      | 1:50 |
| 8.  | What's More (From the Soundtrack Hell on 1st Avenue) | You Baby by The Turtles | 2:05 |
| 9.  | Brain Washed Follower                                | You Made a Believer (Out of Me) de Ruby Andrews So This Is Our Goodbye des Moments Booty Butt de Ray Charles                                   | 2:49 |
| 10. | Say No Go (New Keys Vocal)                           | | 4:53 |
| 11. | The Mack Daddy on the Left                           | Hector des Village Callers Watching You de Slave High Power Rap du Crash Crew Two, Three, Break des B-Boys Brain Washed Follower de De La Soul | 2:31 |
| 12. | Double Huey Skit                                     | Wipe Out des Surfaris Impeach the President des Honey Drippers The Muppet Show Theme des Muppets                                               | 3:52 |
| 13. | Ghetto Thang (Ghetto Ximer)                          | | 3:52 |
| 14. | Eye Know (The Know It All Mix)                       | Think (About It) de Lyn Collins I'm a Train d'Albert Hammond                                                                                   | 7:12 |

## Classements hebdomadaires
| Classement (1989-1990)              | Meilleure place |
| ----------------------------------- | --------------- |
| États-Unis (Billboard 200)          | 24              |
| États-Unis (Top R&B/Hip-Hop Albums) | 1               |
| Nouvelle-Zélande (RIANZ)            | 28              |
| Pays-Bas (Mega Album Top 100)       | 20              |
| Royaume-Uni (UK Albums Chart)       | 13              |

| Classement (2007)    | Meilleure place |
| -------------------- | --------------- |
| Espagne (Promusicae) | 65              |

| Classement (2023)             | Meilleure place |
| ----------------------------- | --------------- |
| Allemagne (Media Control AG)  | 22              |
| Belgique (Flandre Ultratop)   | 62              |
| Belgique (Wallonie Ultratop)  | 121             |
| États-Unis (Billboard 200)    | 15              |
| Nouvelle-Zélande (RIANZ)      | 40              |
| Royaume-Uni (UK Albums Chart) | 12              |
| Royaume-Uni (R&B Albums)      | 1               |
| Suisse (Schweizer Hitparade)  | 80              |

## Certifications
| Pays              | Certification | Unités certifiées |
| ----------------- | ------------- | ----------------- |
| États-Unis (RIAA) | Platine       | 1 000 000         |